# Prosopis alba
Pour les articles homonymes, voir Algarrobo.
 (mai 2021).
Si vous disposez d'ouvrages ou d'articles de référence ou si vous connaissez des sites web de qualité traitant du thème abordé ici, merci de compléter l'article en donnant les références utiles à sa vérifiabilité et en les liant à la section « Notes et références ».
Espèce
Classification APG III (2009)
Statut de conservation UICN

 NT  : Quasi menacé
Prosopis alba, l'« algarrobo blanco », est une espèce de plantes à fleurs dicotylédones de la famille des Mimosaceae selon la classification classique, ou de celle des Fabaceae selon la classification phylogénétique. C'est un arbre originaire d'Amérique du Sud
L'arbre pousse dans le centre de l'Argentine, dans l'écorégion du Gran Chaco et dans une partie de la Mésopotamie. Elle est connue en Amérique du Sud, en langue espagnole, sous le nom de « algarrobo blanco », ce qui signifie « caroubier blanc ». Les colons espagnols lui ont donné ce nom, à cause de sa ressemblance avec le caroubier européen.
Elle a d'autres noms vernaculaires tels ceux qui lui viennent du guarani: « ibopé » ou « igopé ».

## Description
Prosopis alba est un arbre de taille moyenne, de 5 à 15 m de hauteur et de plus ou moins un mètre de diamètre, bien qu'on rencontre peu d'exemplaires de cette taille (à cause des coupes). Son tronc est court et l'aspect général du feuillage est plutôt globuleux (jusqu'à 10 m de diamètre). L'écorce est fine, gris foncé, et son bois est veiné avec des propriétés tannantes.
C'est un arbre ornemental (urbain entre autres). Son bois est dense (densité = 0,76). Il est difficile à travailler, et est utilisé pour faire des portes et des fenêtres, des parquets,
des tonneaux de vin. Le bois répond bien à l'assèchement ou l'humidité. Il est très bon pour l'extérieur (ce qui est soumis aux intempéries).

## Fleur et fruit
La fleur est petite, blanche verdâtre ou jaune, hermaphrodite. La pollinisation, par le vent et les insectes, est  allogame, les organes reproducteurs féminins sont actifs avant les organes masculins.
Le fruit est une gousse de 20 cm de long, avec des semences foncées de 7 mm de long, contenant une pâte douce, le patay, très riche en calories, consommée directement en tant que fourrage ou converti en farine pour la consommation humaine. Fermentée, elle produit une boisson alcoolisée, l'aloja. Sa distillation produit de l'éthanol. Entre la moitié et les 3/4 du poids du fruit est formé de sucre.

## Divers
À l'instar de bien d'autres plantes typiques du Gran Chaco, l'arbre supporte bien la sècheresse, les sols salins et les sols sablonneux. Ce qui signifie qu'il est très efficient avec la consommation d'eau. Il produit des fruits en période de sècheresse, et a été introduit avec succès dans des régions arides. Il supporte fort mal les gelées.
Prosopis alba et d'autres espèces du genre Prosopis, comme Prosopis nigra (algarrobo negro) sont souvent confondues ou mal distinguées dans la littérature botanique, en partie dû au fait de la facilité de l'hybridation de ces espèces.
On en produit une bière traditionnelle nommée aloja dans le monde hispanique.

## Sources
- Prosopis alba, site de la Purdue University: J. A. Duke, 1983, Handbook of Energy Crops
- Libro del Árbol: Especies Forestales Indígenes de la Argentina de Aplicación Industrial, éditeur: Celulosa Argentina S. A., Buenos Aires, octobre 1975